# Wettsteinbrücke
Die Wettsteinbrücke ist die zweitälteste Rheinbrücke der Schweizer Stadt Basel.

## Vorgeschichte
Für rund sechseinhalb Jahrhunderte vermochte die Mittlere Brücke als einzige Brücke den Verkehr zwischen Grossbasel und Kleinbasel zu bewältigen. Ihre Kapazität erwies sich aber ab 1800 durch das stetige Anwachsen der Bevölkerung und die zunehmende Bedeutung des Gewerbes als viel zu gering. Die Basler Stadtväter machten sich Gedanken über einen zweiten Rheinübergang.
1843 legte Ingenieur Joseph Chaley, der Erbauer der Freiburger Hängebrücke, der Obrigkeit einen Entwurf für eine 6,6 Meter breite Kettenbrücke zwischen Harzgraben und der Baarmatte vor, und gleichzeitig ging auch ein Projekt des Strassburger Ingenieurs Lecrom ein. Der Experte Guillaume Henri Dufour aus Genf, der nachmalige General, verschmolz die beiden Studien zu einem Vorschlag. Eine Verwirklichung erfolgte aber nicht. 1854 wurde mit der gleichen Linienführung zuerst die Harzgrabenfähre eingerichtet.
1864 wurde in einer Studie eine doppelstöckige Strassen- und Eisenbahnbrücke vorgeschlagen. Aufgrund der veranschlagten hohen Kosten wurde jedoch 1873 entschieden, die Linienführung zu trennen und weiter flussaufwärts die Verbindungsbahnbrücke zu bauen.
Erst im Februar 1876 legte das Baudepartement von Basel das realisierbare Projekt einer geneigten Harzgrabenbrücke vor. Die grösste Herausforderung für den Brückenbau an dieser Stelle war die Höhendifferenz zwischen der Gross- und der Kleinbasler Rheinseite, die mit einer Steigung der Brücke von 2,67 % gelöst wurde. Dies wurde damals in den Zeitungen heftig diskutiert und veranlasste den zeitgenössischen Kunsthistoriker Jacob Burckhardt zu Kritik an der Ästhetik des Bauwerks. Die Brücke erhielt deshalb auch den Übernamen „Schiefe Brücke zu Basel“.

## Erste Brücke

Wettsteinbrücke um 1900

1877 begannen die Bauarbeiten für die Harzgrabenbrücke. Die Brücke wurde von den Unternehmen Philipp Holzmann aus Frankfurt am Main und Gebrüder Benckiser aus Pforzheim gebaut. Das Modell der Brücke wurde anlässlich der Pariser Weltausstellung 1878 mit dem goldenen Diplom ausgezeichnet. Innerhalb von zwei Jahren entstand ein imposantes Bauwerk, bei dessen Bau drei Arbeiter das Leben verloren. Die Konstruktion wurde von zwei Strompfeilern getragen, hatte bei einer maximalen Stützweite von 69 Meter eine Gesamtlänge von 357,56 Meter und war 12,6 Meter breit.
Die zwei Strompfeiler wurden mit Fundamenten aus Eisencaissons und Beton gebaut, auf denen die Pfeiler mit Laufener Kalksteinquadern aufgemauert wurden. Die drei Öffnungen wurden mit einer Fachwerkkonstruktion aus Eisenträgerelementen, die in Ludwigshafen gefertigt wurden, überspannt und mit seitlichen Gusseisengittern verkleidet. Diese stammten zusammen mit den weiteren für den Bau benötigten Gusseisenteilen wie Kandelaber, Geländer und Figurenschmuck von Benckiser aus Pforzheim.
Am Samstag, den 7. Juni 1879, wurde die Brücke feierlich dem Verkehr übergeben und erhielt im Herbst 1880, als krönenden Abschluss auf den Widerlagerpfeilern vier monumentale, je drei Meter hohe und über fünf Tonnen schwere Basilisken. Diese wurden vom Basler Bildhauer Ferdinand Schlöth entworfen. Die Gussformen stammten vom Konstanzer Bildhauer Hans Baur.
Erst 1881 erhielt die Harzgrabenbrücke ihren offiziellen Namen Wettsteinbrücke, im Gedenken an den Bürgermeister Johann Rudolf Wettstein (1594–1666).

## Verbreiterung

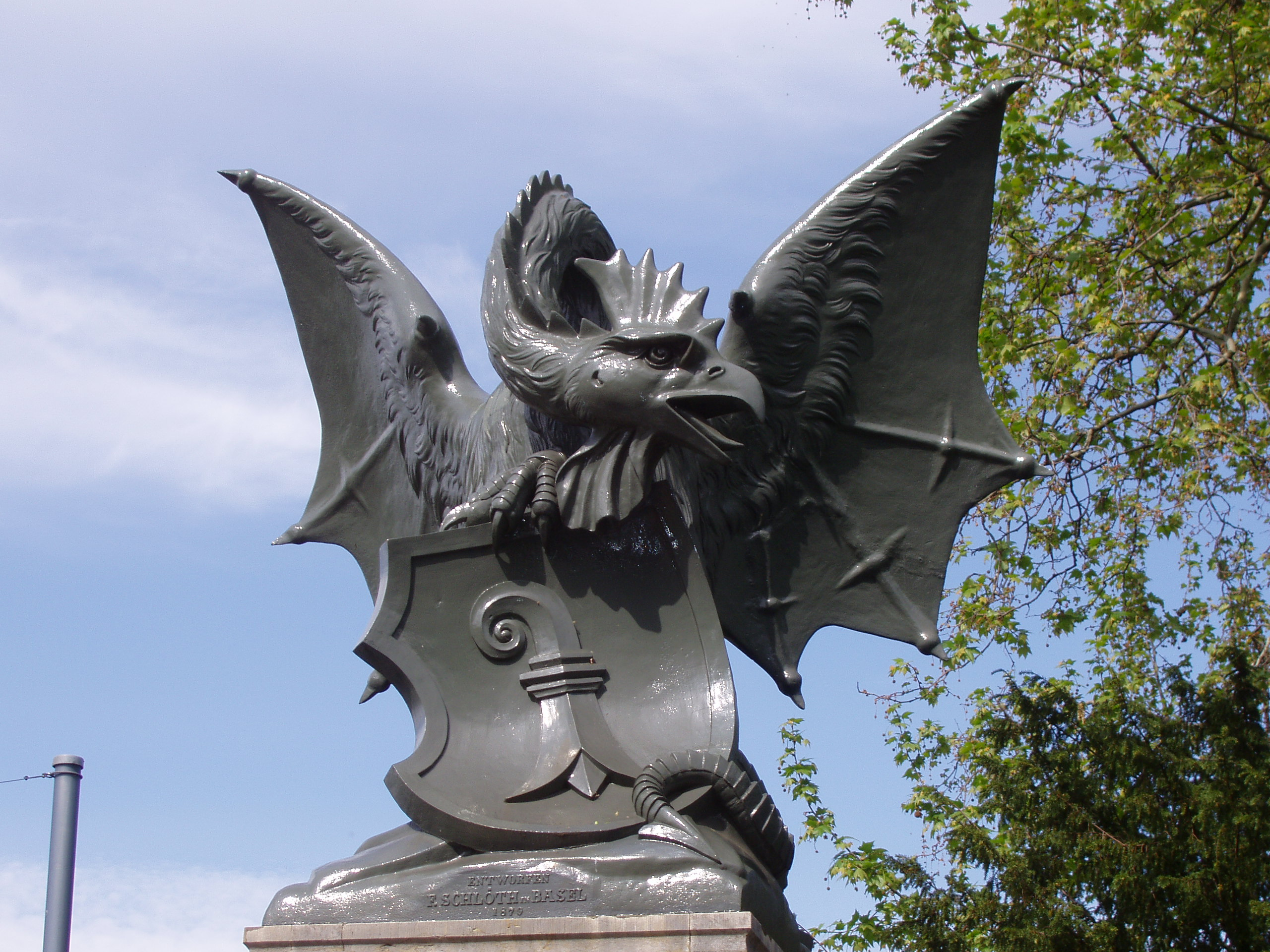
Basilisk bei der Wettsteinbrücke, ab 1995

Der stark anwachsende Strassenverkehr liess schon 1896 eine Verbreiterung der Fahrbahn als dringend erscheinen. 1897 erstellte die Basler Strassen-Bahnen (B.St.B.) eine direkte Tramverbindung zwischen dem Badischen Bahnhof und dem Centralbahnhof. Über die Wettsteinbrücke konnte die Strecke nur eingleisig verlegt werden. Dadurch verschlechterte sich die Verkehrssituation noch mehr. Aus Sicherheitsgründen musste 1919 die Maximalgeschwindigkeit für Automobile und Fuhrwerke auf 10 km/h limitiert werden. Ab 1935 wurde daher die Brücke von 12,6 auf 21,5 Meter verbreitert. Auch die Basler Strassen-Bahnen konnte ein zweites Gleis verlegen. Mit einem grossen Volksfest wurde die neue, verbreiterte Wettsteinbrücke am 4. Juni 1939 eingeweiht.
Aufgrund des Brückenumbaus mussten aber die vier wuchtigen Basilisken 1936 entfernt werden. Man sah damals keine weitere Verwendung für die Plastiken. So wurden Käufer gesucht. Dadurch fand einer im Hof der Liegenschaft Schützenmattstrasse 35 in Basel, einer auf der Rippertschwand in Meggen am Vierwaldstättersee und einer erst in Engelberg, dann am Genfersee in Nyon einen neuen Standplatz. Den vierten schenkte die Stadt der Langen Erlen in Basel.

## Zweite Brücke

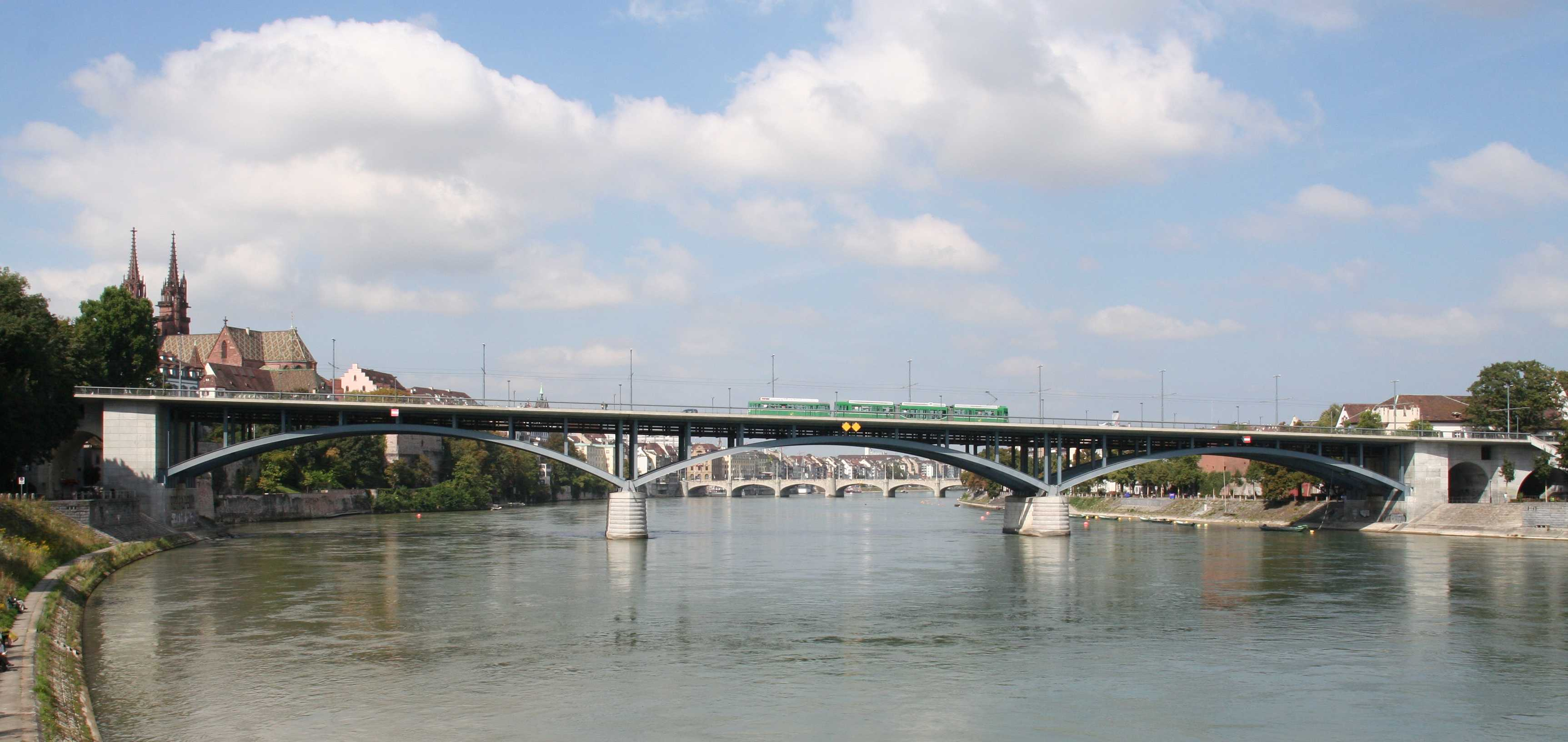
Zweite Wettsteinbrücke

Mit der Zeit zeigte sich eine Baufälligkeit der stark beanspruchten innerstädtischen Verbindung und es wurde ein Ersatz oder eine Erneuerung der Brücke nötig.
Im Mai 1990 stimmten die Basler Bürger in einer Volksabstimmung dem Brückensanierungsprojekt von Bischoff und Rüegg zu. Der Abstimmung war eine Kontroverse um ein von einem privaten Komitee lanciertes Projekt des spanischen Ingenieurs und Architekten Santiago Calatrava vorausgegangen. Schliesslich entschied sich der Grosse Rat (Kantonsparlament) für das Sanierungsprojekt. Unter Verwendung der beiden Strompfeiler wurde ab 1991 eine neue Wettsteinbrücke aufgebaut.

## Die Odyssee der Basilisken
Der Basilisk, der an den Vierwaldstättersee gebracht wurde, steht noch heute dort. Derjenige im Hof der Liegenschaft Schützenmattstrasse 35 in Basel wäre beinahe wieder an die Stadt Basel zurückgekommen. Die Migros Claraplatz wollte den stark angerosteten Vogel anlässlich eines ihrer Jubiläen restaurieren lassen und der Stadt schenken. Diese lehnte jedoch ab. So steht er eben immer noch rostend im selben Hof. Der Basilisk aus den Langen Erlen fand 1995 den Weg zurück zur Wettsteinbrücke und steht am Brückenkopf auf Grossbaslerseite, mit Blick von der Brücke abgewandt. Der Basilisk aus Nyon wechselte 1981 seinen Standort in den Park des Ferienhauses von Peter Koechlin, Sohn des ehemaligen Besitzers, nach Rickenbach-Altenschwand im Schwarzwald. Peter Koechlin wollte den Basilisken wieder der Öffentlichkeit zugänglich machen. Die Stadt Basel lehnte jedoch sein ihr angetragenes Geschenk ab. Dann versuchte er den «Vogel» dem zoologischen Garten von Basel zu schenken. Dieser lehnte das Geschenk jedoch mit der Begründung ab, ein mythologisches Fabelwesen passe nicht in den Zoo. So erhielt 2008 der Erlen-Verein diese Skulptur geschenkt und die Lange Erlen kam wieder zu «ihrem» Basilisken.